# Lyces ena
Lyces ena là một loài bướm đêm thuộc họ Notodontidae. Nó được tìm thấy ở Panama to Brasil và Amazonian Peru, và also có ở Trinidad.